# Det okända (bok)
Det okända är en bok av Håkan Arlebrand som handlar om ockultism och andlighet i denna tidsåldern.
Boken behandlar bland annat spiritism, shamanism, häxkonst och satanism, och kom ut 1992. Den har därefter kommit ut i två ytterligare utgåvor 1995 och 2002, samt översatts till danska, norska och finska.

## Utgåvor
- Arlebrand, Håkan (1992). Det okända: om ockultism och andlighet i en ny tidsålder. Örebro: Libris. Libris 7619997. ISBN 9171948155
- Arlebrand, Håkan (2002). Det okända: om ockultism och andlighet i en ny tidsålder ([Ny utg.]). Örebro: Libris. Libris 8724050. ISBN 9171956328